# Calgary Foothills FC
Der Calgary Foothills FC ist ein kanadischer Fußballklub mit Sitz in Calgary in der Provinz Alberta. Die Mannschaft spielt seit der Saison 2015 in der USL League Two. Es gibt zudem eine Frauen-Mannschaft, welche in der UWS spielt.

## Geschichte
Ursprünglich gegründet wurde der Klub bereits im Jahr 1972 als Jugendklub gegründet und fand seine Ursprünge als organisierter Fußballklub im Jahr 2014, wo erste Freundschaftsspiele gegen Reserve-Teams von mehreren kanadischen Klubs gespielt wurden. Zur Saison 2015 stieg die Mannschaft dann in den Spielbetrieb der PDL ein, wo man innerhalb der Western Conference in die Northwest Division eingegliedert wurde. Mit 16 Punkten über den vierten Platz verpasste man hier aber die Playoffs. Dies gelang dann in der Folgesaison, in der man sich nach der Regular Season mit 27 Punkten auf dem ersten Platz der Tabelle platzieren konnte. In den Playoffs gelang dann ein glatter Durchmarsch bis ins Finale um die Championship. Hier gelang es aber nicht sich den Titel zu sichern, da man mit 2:3 den Michigan Bucks unterlag.
Auch nach der Regular Season 2017 erreichten die Foothills wieder die Playoffs, dort war aber bereits in der Divisional Qualification gegen den Divisionsrivalen, die U23 der Portland Timbers, nach einer 0:3-Niederlage schon wieder Schluss. Dieses frühe Ausscheiden wiederholte sich dann aber nicht in der Saison 2018, wo man als einzige aus der Division über den ersten Platz direkt in die Playoffs überging. Dort legte man wie auch schon in der Runde 2016 einen Lauf bis zum Finale und ohne Gegentor hin. Im Finale selbst brauchte es dann noch die Verlängerung, bis die Mannschaft am Ende mit 4:2 über Reading United AC siegen konnte. Damit gewannen sie das erste Mal die Championship in der PDL.
Zur Saison 2019 wurde aus der PDL dann die USL League Two und auch hier sicherte man sich mit 29 Punkten gleich wieder als erster der Division die Playoff-Teilnahme. Dort ging es aber gegen Ventura County Fusion, welche am Ende, dass bessere Team waren und mit 3:2 auswärts in Calgary gewannen. Bedingt durch die Covid-19-Pandemie wurde die Saison 2020 schließlich nicht ausgetragen. Auch in der Folgesaison fand zwar wieder ein Spielbetrieb statt, jedoch war Calgary eine der Mannschaften, welche nicht daran teilnahm. Zur Saison 2022 gab man dann bekannt, dass man nicht mehr an der Liga teilnehmen wird. Derzeit fokussiert man sich auf Freundschaftsspiele gegen Teams aus der Provinz, um sich für den Start einer möglichen League1 Central vorzubereiten.